# Sophia Ali
Sophia Taylor Ali (ur. 7 listopada 1995 w San Diego) – amerykańska aktorka pakistańskiego pochodzenia, która wystąpiła m.in. w filmie Uncharted i serialu Chirurdzy.

## Filmografia

### Filmy
| Rok  | Tytuł                                  | Rola                   | Uwagi       |
| ---- | -------------------------------------- | ---------------------- | ----------- |
| 2007 | Missionary Man                         | indianka               |             |
| 2008 | The Longshots                          | dziewczyna             |             |
| 2015 | The Walking Deceased                   | Brooklyn               |             |
| 2016 | Każdy by chciał!!                      | współlokatorka Beverly |             |
| 2016 | Mono                                   | Brooke                 |             |
| 2017 | Bad Kids of Crestview Academy          | Faith Jackson          |             |
| 2017 | Immortals                              | Caroline               | krótkometr. |
| 2018 | Prawda czy wyzwanie                    | Penelope Amari         |             |
| 2021 | Słodko-ostro (India Sweets and Spices) | Alia Khanna            |             |
| 2022 | Uncharted                              | Chloe Frazer           |             |
|      | The F*** Happened                      | Molly                  | ukończony   |

### Telewizja
| Rok        | Tytuł                         | Rola            | Uwagi         |
| ---------- | ----------------------------- | --------------- | ------------- |
| 2010       | Taniec rządzi                 | Tasha           | 1 odc.        |
| 2011       | CSI: Kryminalne zagadki Miami | Samantha Downey | 1 odc.        |
| 2012       | Melissa i Joey                | Scarlett        | 1 odc.        |
| 2014       | Tyran                         | Samira Nadal    | 1 odc.        |
| 2016       | Faking It                     | Sabrina         | 5 odc.        |
| 2017       | Świat według Mindy            | Parvati         | 1 odc.        |
| 2017–2019  | Chirurdzy                     | dr Dahlia Qadri | 27 odc.       |
| 2018       | Cioteczka Mick                | Alexis          | 1 odc.        |
| 2018       | Famous In Love                | Joanie          | 4 odc.        |
| 2020, 2022 | Dzicz                         | Fatin           | w gł obsadzie |